# Dracopelta
Dracopelta is een geslacht van uitgestorven plantenetende ornithischische dinosauriërs, behorend tot de Ankylosauria, dat tijdens het Laat-Jura leefde in het gebied van het huidige Portugal.

## Vondst en naamgeving
Eind 1963 of in januari 1964, werden fossiele resten aangetroffen bij de constructie van een weg tussen Barril en het strand van Assenta Sul. December 1964 kwamen die onder de aandacht van de archeoloog Leonel de Freitas Sampaio Trindade, welke er foto's van nam. Hij waarschuwde de paleontologen George Zbyszewski en Octávio da Veiga Ferreira, die op 22 december 1964 bij Praia do Sul, nabij Ribamar da Ericeira, de resten van een kleine ankylosauriër opgroeven. De fossielen werden opgeslagen door de Serviços Geológicos de Portugal na een korte preparatie door Manuel de Matos.
In 1980 werden die benoemd en beschreven door Peter Malcolm Galton als de typesoort Dracopelta zbyszewskii. De geslachtsnaam is afgeleid van het Oudgrieks δράκων, drakoon, 'slang, draak', en πέλτη, peltè, 'licht schild'. De soortaanduiding eert Zbyszewski.
Het holotype MIGM 5787 is gevonden in een laag van de Lourinhãformatie die vermoedelijk dateert uit het Tithonien. Het bestaat uit een gedeeltelijk in verband liggende reeks van twaalf of dertien ruggenwervels, daarmee ten dele verbonden ribben, een linkerschouderblad en meer dan vijftien osteodermen van vijf verschillende typen. Verbeende pezen zijn aangetroffen. Het bovendeel van de romp is weg geërodeerd. Veel botten en pantserplaten liggen in verband. Het gaat om een volwassen exemplaar.
Er bestond enige twijfel over de vindplaats, Galton gaf die aan als Ribamar bij Mafra uit een laag van de Farta Pao-formatie, daterend uit het Kimmeridgien. Daar bevonden zich volgens Miguel Telles Antunes in 2003 echter alleen lagen uit het Vroeg-Krijt en hij dacht dat het om Ribamar bij Lourinha moest gaan. In 2005 werd dit misverstand uit de wereld geholpen. Het ging wel degelijk om het zuidelijker Ribamar da Ericeira, maar de laag dateerde uit het Tithonien. Tegelijkertijd werd gemeld dat in 1979 door student João Luís Cardoso in de ribbenkast een gedeeltelijke rechterhand was aangetroffen met de tweede, derde en vierde vinger, verbonden aan onderste stukken van het tweede, derde en vierde middenhandsbeen. Het zou echter ook om een voet kunnen gaan. Dit is een van de weinige in verband aangetroffen autopodia, onderste elementen van de ledematen, die van ankylosauriërs bekend zijn. Het heeft het inventarisnummer IGM 3. In 2021 werd voorgesteld al het materiaal maar als MG 3 aan te duiden voor Museu Geológico, hoewel dat in feite ook niet meer bestaat en is opgenomen in het Laboratório Nacional de Energia e Geologia.
In 2021 werd gemeld dat nog eens vijfendertig blokken van het holotype in opslag aanwezig bleken te zijn, die Galton ontgaan waren, omdat ze tussen stegosaurische resten geplaatst waren die later werden toegewezen aan Miragaia. Ze omvatten voornamelijk osteodermen maar ook negen ribben en een rechterachterpoot.

## Beschrijving
De lengte van Dracopelta is zo laag geschat als twee meter, het gewicht op tachtig kilogram; maar ook als drie meter met driehonderd kilogram. De gevonden ribbenkast is ongeveer zeventig centimeter lang en achteraan vrijwel even breed. Zijn lichaam was bedekt met pantserplaten, die het dier beschermden tegen carnivoren. Deze osteodermen zijn aangetroffen op de ribbenkast. Er zijn verschillende typen. Een aantal bestaat uit erg kleine geïsoleerde platte beenplaatjes met een ovaal profiel van drie bij twee centimeter. Die kunnen ingebed zijn in een dikke huidlaag en een continu pantser vormen. Op het midden van de rug bevinden zich gepaarde cirkelvormige kleine platen die verhoogd zijn in hun middelpunt en aan hun randen. Ze hebben een diameter van zo'n zes centimeter. Aan de linker en rechterzijde van de ribbenkast zijn grotere configuraties van platen gevonden. Vooraan bevinden zich erg langwerpige platen, in de lengterichting van het lichaam georiënteerd. Ze hebben een lengte van zestien tot negentien centimeter en zijn vijf tot zeven centimeter breed. Hun buitenste randen zijn bol gekromd. Het kan zijn dat deze platen oorspronkelijk schuin naar voren en bezijden uitstaken als wapens. Daarachter liggen overlappende platen die zijwaarts uitsteken en dus een soort snijrand vormen. Ze hebben aan de rechterzijde een lengte van veertien centimeter. Iedere osteoderm overlapt de plaat achter hem en boven hem. Hun bovenvlak is overdwars hol gekromd. Hoger gelegen rijen platen zijn korter en overlappend maar steken niet uit. Achteraan liggen aan de linkerzijde grotere platen die meer uitsteken en een lengte van negentien centimeter hebben bij een breedte van elf centimeter. Deze platen hebben soms een aan de binnenrand gelegen kiel.
Bij de beschrijving van de hand werd een unieke afgeleide eigenschap, autapomorfie, vastgesteld: de bovenste kootjes van de tweede en derde vinger zijn even lang als breed.
De hand lijkt een basale formule van de vingerkootjes te hebben gehad. Dat hing wellicht samen met vrij lange ledematen en een behouden vermogen een relatief hoge snelheid te ontwikkelen.

## Fylogenie
Zbyszewki meldde eerst een lid van de Nodosauridae gevonden te hebben. Gezien de beperkte resten kunnen moderne geleerden niet nauwkeuriger zijn dan een Ankylosauria incertae sedis. Dracopelta is een van de oudste bekende ankylosauriërs.

## Levenswijze
Dracopelta leefde in beboste gebieden, waar hij zich tegoed deed aan planten. De loopsnelheid werd wat beperkt door de zware bepantsering, wat een nadeel was bij een aanval van carnivoren. Het dier kon zich niet goed actief verdedigen, omdat hij vermoedelijk aan de staart geen slagwapen had, dus drukte het zich wellicht plat tegen de grond, vertrouwend op het pantser. Een alternatief is dat de 'snijrand' gebruikt werd om aanvallers te rammen.